# دهستان راهجرد شرقی
راهجرد شرقی، دهستانی از توابع بخش سلفچگان شهرستان قم در استان قم ایران است.

## جمعیت
براساس سرشماری سال ۱۳۸۵ جمعیت آن ۴٬۶۰۸ نفر (۱٬۴۳۵ خانوار) بوده‌است.